# البوگن
البوگن (به آلمانی: Ellbögen) یک منطقهٔ مسکونی در اتریش است که در اینسبروک لند واقع شده‌است. البوگن ۳۴٫۴۷ کیلومتر مربع مساحت دارد ۱٬۰۷۰ متر بالاتر از سطح دریا واقع شده‌است.

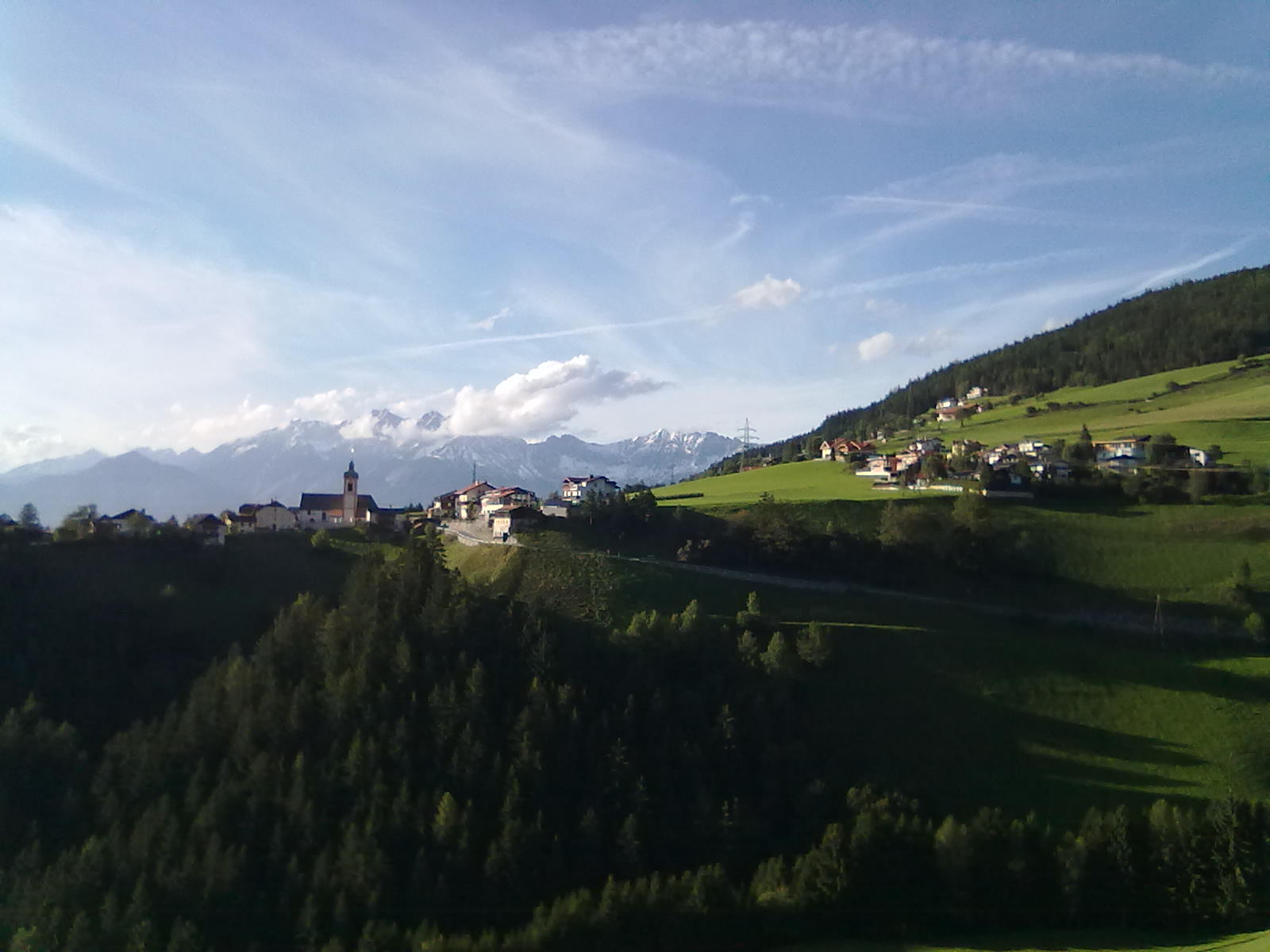
نمایی از منطقهٔ مسکونی البوگن در اینسبروک‌لند، اتریش - ۲۰۱۰